# Fotosport
Fotosport és una biennal internacional de fotografia de Reus de l'esport creada el 1970 amb l'impuls de Joan Antoni Samaranch a través de la Delegación Nacional de Deportes i organitzat pel Club Natació Reus Ploms sota la direcció, fins a l'any 2000, d'Enric Pàmies, president honorari de la Federació Internacional d'Art Fotogràfic. Amb 40 d'existència és el saló fotogràfic patrocinat per la FIAP més antic de Catalunya i l'únic en el món dedicat exclusivament a l'esport. En aquest 40 anys ha rebut 32.859 obres de 8.485 autors de 78 estats de tot el món. L'edició del 2010 es va celebrar al Museu Olímpic i de l'Esport Joan Antoni Samaranch (Barcelona).